# Jijeong
Jijeong (437–514) was de eerste heerser van Silla, die de titel wang, koning droeg. Hij regeerde van 500 tot 514.
Tot de zesde eeuw was Silla een vazalstaat van Koguryo, de heersers voor hem droegen de titel maripgan  wat provinciaal heerser betekende. Rond 500 heerste er in Korea grote hongersnood. De heerser die het best uit deze situatie klom was zijn buur koning Muryeong van Paekche. Na enkele belangrijke overwinningen op Koguryo hielp hij Jijeong naar meer zelfstandigheid.
Jijeong hervormde zijn land en schafte enkele oude tradities af. In 514 werd hij opgevolgd door zijn zoon Beopheung.